# Лара Крофт: Розкрадачка гробниць
«Лара Крофт: Розкрадачка гробниць» (англ. Lara Croft: Tomb Raider) — екранізація культової серії відеоігор Tomb Raider, присвячених археологові та шукачці пригод Ларі Крофт. Фільм вийшов на екрани влітку 2001 року. Роль Лари виконала Анджеліна Джолі.

## Сюжет
На початку фільму Лара Крофт в єгипетській гробниці, намагаючись заволодіти картою пам'яті, б'ється з роботом-вбивцею. Вона знешкоджує робота і змінює його програму. Далі виявляється, що бій відбувався в особистому маєтку Крофт, а Брайс перевіряв в дії свого робота SIMON.
Цього дня, 15 травня, розпочинається Сизигія — Парад планет, який завершиться сонячним затемненням. Таке відбувається раз на 5 тисяч років. У Венеції проходять збори Ілюмінатів, які хочуть знайти дві половини таємничого артефакту до завершення Параду планет. Манфред Пауелл, член Ради Ілюмінатів, запевняє присутніх, що він знайде артефакт, хоча навіть не знає, де шукати ключ.
Цієї ж ночі Ларі сниться її батько, який нагадує про Парад планет і про пов'язаний з ним «Трикутник Світла». Рано вранці вона знаходить вхід до таємної кімнати під сходами, де знаходиться старовинний годинник, який спонтанно почав цокати. Брайс з допомогою зондів виявляє всередині годинника якийсь пристрій.
На мотоциклі Лара їде на аукціон, щоб поговорити з другом свого батька Вілсоном, колекціонером годинників. Попутно вона зустрічає іншого розкрадача гробниць Алекса Веста, який дуже нерозбірливий в методах і тому кардинально з нею розходиться у ставленні до історичних цінностей. Лара припускає, що годинник пов'язаний з «Трикутником Світла», але Вілсон каже, що нічого про це не знає. Однак потім він телефонує Ларі і пропонує поговорити про годинник з людиною на ім'я Манфред Пауелл. Лара зустрічається з Пауеллом і показує йому фотографії. Ввечері в бесіді з Брайсом Лара вказує, що той відверто брехав з приводу знань про годинник. Раптово загін командос починає штурм замку. Лара спритно відбивається, нейтралізувавши більшу частину грабіжників, але тим все-таки вдається забрати годинник.
Вранці під час прибирання безладу Лара отримує листа від свого батька, який повинен був прибути адресату на початку Параду планет. Він пояснює, що годинник — ключ до знаходження двох половин містичного «Трикутника Світла», зробленого з металу метеориту, який впав у фіналі Параду планет 5 тисяч років тому. Артефакт дозволяв змінювати потік часу, а коли його застосували неправильно, місто, де він зберігався, було зруйноване. Щоб такого не повторилося, люди розбили його на дві частини і сховали їх у різних частинах Землі. Прохання батька: знайти і знищити артефакт, перш ніж Ілюмінати зможуть ним скористатися.
Перша частина «Трикутника Світла» знаходиться в Камбоджі. Щоб потрапити туди, Лара звертається до знайомих військових. З літака її скидають на джипі з парашутом. Поки команда Пауелла і Веста ламає головний вхід до храму, Лара встигає потрапити всередину зі зворотнього боку. Лара виходить зі свого укриття, коли бачить, що Вест вставив годинник-ключ не в той замок. Вона переконує його віддати ключ, вставляє в замок поруч із собою, і давній механізм приходить в рух. Величезна балка, розгойдуючись, розбиває посудину в основі гігантської статуї, і з'являється частина артефакту. Пауелл тягнеться до нього, але Лара встигає вихопити першу половину «Трикутника Світла» і ховається за колонами. Тут же оживають кам'яні статуї-охоронці храму і нападають на всіх підряд людей у підземеллі. Пауелл і Вест встигають втекти, прихопивши ключ. Лару атакує головний страж — гігантська багаторука статуя, не сприйнятлива до вогнепальної зброї, яка руйнується лише після прямого влучання балки, що розгойдується. Лара біжить через ліс і стрибає з водоспаду. Алекс Вест не наважується її застрелити. В Ангкор-Ваті Лара телефонує Пауеллу, який призначає зустріч у Венеції, так як у неї — перша половина артефакту, а у її противників — ключ до другої половини.
Зустріч відбувається в головному будинку Ілюмінатів, де Пауелл пропонує партнерство для успішного завершення пошуків і розповідає Ларі, що її батько сам був членом Ради Ілюмінатів. Лара, Брайс і Пауелл разом сідають на гелікоптери і летять до Сибіру, де розташоване Загублене місто. В Мертвій зоні відмовляють навігаційні прилади, з амфібій шукачі пригод пересідають на сани і в'їжджають в район кратера, де знаходять приховане місто і гігантську модель Сонячної системи. Механізм приходить в рух з наближенням останньої фази Параду планет. Ларі вдається дістатися до підвалин і витягнути другу половину артефакту. Глава Ілюмінатів вже збирається з'єднати дві половини, але за наказом Пауелла, який бажає стати Главою, командос розстрілюють його. Коли Пауелл намагається зібрати артефакт, у нього нічого не виходить, і він вбиває Веста. Пауелл спонукає Лару розкрити секрет і зібрати артефакт, щоб з його допомогою врятувати Веста і свого батька в минулому. Піщинка, яка випала зі зруйнованого ключа, збирає «Трикутник світла», внаслідок чого відбувається вибух. Відкинуті в різні боки, Лара і Пауелл опиняються в потойбічному світі. Вони біжать по піраміді до артефакту на вершині — Лара випереджає суперника, стаючи володарем часу.
В альтернативній реальності вона зустрічає свого батька, який говорить, що «час не можна змінювати», а замість порятунку його життя в минулому закликає знищити «Трикутник світла». Лара опиняється в Загубленому місті в той момент, коли ніж летить у Веста — час уповільнив хід. Лара неймовірним зусиллям перевертає вістрі ножа в протилежний від грудей Веста бік і пострілом з пістолета розбиває артефакт на осколки. Потік часу стає звичайним, і ніж врізається в плече Пауелла.
Загублене місто починає руйнуватися. Кожен намагається вибратися, але Пауелл зупиняє Лару розповіддю про те, що особисто вбив її батька і забрав кишеньковий годинник вбитого. Щоб відібрати сімейну реліквію, Лара кидається на ворога і вбиває його в рукопашній сутичці, забирає кишеньковий годинник батька, біжить до виходу з кратера і рятується в останній момент.
Лара повертається до свого маєтку і постає перед Гілларі, який подає сніданок, у незвичному вигляді: як англійська леді в білій сукні та капелюсі. Вона йде віддати шану своєму батькові на меморіал, а по поверненні її чекає сюрприз. Брайс відновив робота SIMON, знову готового до бою. Гілларі на таці пропонує їй пару пістолетів, і Лара кидається в бій.

## У ролях
- Анджеліна Джолі — Лара Крофт
- Ієн Глен — Манфред Пауелл
- Деніел Крейг — Алекс Вест
- Джон Войт — лорд Річард Крофт
- Ноа Тейлор — Брайс
- Річард Джонсон — почесний джентльмен
- Кріс Беррі — Гілларі
- Джуліан Райнд-Татт — містер Піммс
- Леслі Філліпс — Вілсон
- Роберт Філліпс — Джуліус, лідер загону вбивць
- Рейчел Апплтон — Лара Крофт у дитинстві
- Олег Федоров — російський офіцер

## Цікаві факти
- У стрічці відображено справжній буддистський церемоніал, сприяння якому надає Лара Крофт. Дія відбуваться після розмови героїні і Пауелла по телефону і всі показані на екрані дії повністю відповідають реальному церемоніальному канону буддистів.
- Пістолети Лари у фільмі — Heckler & Koch USP Match.
- Режисер / сценарист Стівен де Суза, який зняв у 1994 році фільм за мотивами комп'ютерної гри Вуличний боєць, написав ранній сценарій для фільму Лара Крофт: Розкрадачка гробниць, але він був відхилений студією Paramount. Однак, цей перший сценарій був частково використаний у сіквелі Лара Крофт Розкрадачка гробниць: Колиска життя.
- У 1998 році Брент Фрідман також написав сценарій Лари Крофт: розкрадачка гробниць, який не побачив світ. Однією з можливих причин став грандіозний провал роком раніше в прокаті фільму Смертельна битва 2: Винищення, де Фрідман був одним із авторів сценарію.
- Лорд Крофт, батько Лари, спочатку мав ім'я Хеншінглі (англ. Henshingly), але поміняв його на Річард у пізніших іграх.
- Частина фільму була знята в Ангкорі, Камбоджа. Це перший з 1964 року (після Лорда Джима) західний фільм зі зйомками в цій країні.
- Лара Крофт: Розкрадачка гробниць відзначена дебютом телевізійного актора Кріса Беррі (грає Гілларі), найвідоміша роль якого Арнольд Риммер в довгограючому науково-фантастичному комедійному серіалі BBC Червоний Карлик.
- Зовнішній вигляд садиби Лари — Hatfield House, величезний маєток в графстві Хартфордшир, Англія.
- Для правдоподібності актори у фільмі говорять з нерідним для них акцентом: американка Анджеліна Джолі (Лара Крофт) — з англійським, англієць Деніел Крейг (Алекс Вест) — з американським, Ієн Глен (Манфред Пауелл), шотландець — з англійським акцентом.
- Коли Лара телефонує Брайсу з Камбоджі, він дивиться на зупинений кадр з дитячого анімаційного серіалу BBC під назвою The Clangers, який показувався по телебаченню з 1969 по 1974 рік.
- На хіт U2 Elevation[en] з саундтрека фільму в подальшому був знятий кліп на тему Розкрадачка гробниць, музиканти навіть хотіли запросити для зйомок у ньому Анджеліну Джолі.
- Планети, показані в різних ракурсах, ілюструють наближення Параду планет без дотримання реального масштабу.
- Хоча у фільмі рік не вказується, реальний Парад планет стався 3 травня 2000 року, приблизно за рік до випуску фільму. Зауважимо, що в Розкрадачка гробниць З'єднання починається 15 травня.
- Головний зал особняка і спальня Лари дуже схожі на ті ж частини замку у грі Tomb Raider: Legend.
- Джон Войт, який зіграв лорда Річарда Крофта, в житті — батько Анджеліни Джолі.
- У Лари Крофт вдома мешкає робот, якого звати «Саймон», а над ремонтною майстернею винаходів видно слово «West». Це натяк на режисера, який зняв картину і носить ім'я Саймон та прізвище Вест.

## Помилки у фільмі
- Лара тренується у себе у маєтку, коли на неї раптово нападають спецназівці. Один спецназівець після кидка леді Крофт летить у своїх товаришів, збиває їх з ніг і переламує навпіл автомат одного з них.
- На Анджеліні Джолі можна помітити грим, який майже зійшов. Коли її героїня стрибає у воду, щоб врятувати свого головного конкурента, видно татуювання «Billy Bob» на лівій руці у актриси.
- Коли Лара, попередньо втративши всю свою зброю і змушена врукопашну боротися із Манфредом Пауеллом, біжить до виходу, в кобурах на її ногах раптово з'являються пістолети.
- Ліхтарик, викинутий Ларою у сцені шпіонажу за Пауеллом, знову опиняється у неї в руках. Повиснувши на мотузці, героїня знову використовує той самий ліхтарик.

## Музика

### Саундтрек
| Original Motion Picture Soundtrack | Original Motion Picture Soundtrack | Original Motion Picture Soundtrack     | Original Motion Picture Soundtrack |
| #                                  | Назва                              | Автор музики                           | Тривалість                         |
| ---------------------------------- | ---------------------------------- | -------------------------------------- | ---------------------------------- |
| 1.                                 | «Elevation» (Tomb Raider Mix)      | U2                                     | 3:36                               |
| 2.                                 | «Deep»                             | Nine Inch Nails                        | 4:08                               |
| 3.                                 | «Galaxy Bounce»                    | The Chemical Brothers                  | 4:45                               |
| 4.                                 | «Get Ur Freak On» (Remix)          | Missy Elliott featuring Nelly Furtado  | 3:10                               |
| 5.                                 | «Speedballin'»                     | Outkast featuring Cee Lo Green and Joi | 4:56                               |
| 6.                                 | «Ain't Never Learned»              | Moby                                   | 3:46                               |
| 7.                                 | «The Revolution»                   | BT                                     | 4:17                               |
| 8.                                 | «Terra Firma» (Lara's Mix)         | Delerium featuring Aude                | 5:06                               |
| 9.                                 | «Where's Your Head At»             | Basement Jaxx                          | 4:43                               |
| 10.                                | «Illuminati»                       | Fatboy Slim featuring Bootsy Collins   | 3:14                               |
| 11.                                | «Absurd» (Whitewash Edit)          | Fluke                                  | 3:40                               |
| 12.                                | «Song of Life»                     | Leftfield                              | 7:03                               |
| 13.                                | «Edge Hill»                        | Groove Armada                          | 7:00                               |
| 14.                                | «Satellite»                        | Bosco                                  | 3:39                               |
| 15.                                | «Devil's Nightmare»                | Oxide & Neutrino                       | 6:04                               |

| Додатковий трек в деяких виданнях альбому | Додатковий трек в деяких виданнях альбому | Додатковий трек в деяких виданнях альбому | Додатковий трек в деяких виданнях альбому |
| #                                         | Назва                                     | Автор музики                              | Тривалість                                |
| ----------------------------------------- | ----------------------------------------- | ----------------------------------------- | ----------------------------------------- |
| 16.                                       | «In Control»                              | Die Toten Hosen                           | 3:13                                      |

## Нагороди та номінації
| Нагорода                     | Категорія                        | Номінант / робота                  | Результат | Прим.       |
| ---------------------------- | -------------------------------- | ---------------------------------- | --------- | ----------- |
| 28th Saturn Awards           | Best Science Fiction Film        | «Лара Крофт: Розкрадачка гробниць» | Номінація | [ 3 ] [ 4 ] |
| 28th Saturn Awards           | Best DVD Special Edition Release | «Лара Крофт: Розкрадачка гробниць» | Номінація | [ 3 ] [ 4 ] |
| 28th Saturn Awards           | Best Actress                     | Анджеліна Джолі                    | Номінація | [ 3 ] [ 4 ] |
| 2002 Kids' Choice Awards     | Favorite Butt Kicker             | Анджеліна Джолі                    | Номінація | [ 5 ]       |
| 2002 MTV Movie Awards        | Best Female Performance          | Анджеліна Джолі                    | Номінація | [ 6 ] [ 7 ] |
| 2002 MTV Movie Awards        | Best Fight (vs. Robot)           | Анджеліна Джолі                    | Номінація | [ 6 ] [ 7 ] |
| 22nd Golden Raspberry Awards | Worst Actress                    | Анджеліна Джолі                    | Номінація | [ 8 ]       |

## Закадрове озвучення
- Багатоголосе закадрове озвучення студії «Так Треба Продакшн» на замовлення телекомпанії «Інтер» (2004). Ролі озвучували: Анатолій Зіновенко, Юрій Гребельник, Володимир Терещук та Наталя Поліщук.
- Двоголосе закадрове озвучення телекомпанії «Новий канал» (2008). Ролі озвучували: Володимир Голосняк та Ірина Ткаленко. З цим озвученням транслювались на каналах «1+1», «2+2», «ТЕТ», «Новий канал» та «ICTV».